# درسدن

شعار مدينة دريسدن

دِرِسْدِن (بالألمانية:Dresden) هي عاصمة ولاية ساكسونيا في شرق ألمانيا. يبلغ عدد سكانها نحو نصف مليون نسمة.
قامت قوات التحالف بقصفها بشكل مكثف في الحرب العالمية الثانية. قدرت الخسائر البشرية من القوات الألمانية آنذاك ب 350000 مدني، ثم جاء في تقرير رسمي نشر عام 2010 بعد خمس سنوات من البحث وخلص إلى أنه كان هناك ما يصل إلى 25,000 قتيل في قصف المدينة من قوات الحلفاء.
عدد السكان:503.605 (طبقا لتعداد أكتوبر 2006).

## التعمير والتطوير
يتواصل البناء في مدينة درسدن حيث لا تزال هناك الكثير من الورش تعمل على إعادة بناء ساحات المدينة بالكامل. تم استثمار عدة مليارات اليورو منذ عام 1990 في إعادة إنشاء مركز المدينة وترميم مبانيها، وهكذا يبرز وجه درسدن الجديد قطعة فقطعة أو بشكل تدريجي. فهي مدينة حديثة ذات معالم تاريخية متألقة، ومن أشهرها أوبرا زيمبر Semper-Oper. إن نظرة إلى المدينة من ضفة نهر الإلب Elbe تجعلك قادراً على تصور عراقة درسدن في السابق حين كانت "لؤلؤة عهد الباروك".

## التدمير
لم تنل مدينة ألمانية من تدمير الحرب العالمية الثانية ما نالته درسدن السكسونية. قُتل جراء الهجمات الجوية الشديدة في فبراير 1945 خمسة وثلاثون ألفاً وفق بعض التقديرات. وسقط وسط المدينة في الركام والرماد بكل معالمه، ومن وبينها كنيسة مريم العذراء الباروكية. كانت الأولوية لتأمين المساكن بأقصى سرعة بعد الحرب. تأجّل على ضوء ذلك ترميم الأبنية التاريخية إلى المرحلة اللاحقة التي ما تزال مستمرة. وهكذا بدأت العاصمة السكسونية ذات الـ 470.000 نسمةً تتزين بهدوء. أُعيد ترميم الكنيسة التي ظلت 50 عاماً كومة ركام للتذكير بالحرب. ويُعاد بناء الكنيس اليهودي الذي دمره النازيون إبان العهد النازي من أجل أبناء الطائفة اليهودية البالغ عددهم 250 شخصاً بعدما كانوا 5000 قبل الحرب.

## الثقافة
كانت درسدن دوماً نقطة جذب للمثقفين والمبدعين. عمل هنا وعاش فنانو الرومانسية كالرسام كاسبر دافيد فريدرش أو المؤلف الموسيقي كارل ماريا فون فيب. ودرس أوسكار كوكوشكا أحد مؤسسي فن الانطباعية في أكاديمية الفنون. كما أسست الراقصة التعبيرية غريت بالوكا Gret Palucca مدرستها الشهيرة في عشرينيات القرن الماضي وحولت درسدن إلى مركز للرقص الحديث. ولا يزال الطلاب المهتمون بالفن والموسيقى يقصدون درسدن حتى اليوم ليشعروا بعظمتها وروعة إبداعها. العروض متنوعة وغنية بدءاً بالموسيقى الاحتفالية وانتهاءً بمهرجانات السينما في الهواء الطلق. وتستنفر كل المدينة مرة في العام خلال مهرجان ديكسيلاند Dixieland اليجلب المزاج الجيد لسكانها.

## الحياة
يشتهر السكسونيون منذ القدم بالانفتاح على العالم وحب التواصل وبأنهم بسطاء غير متكلفين. أما الشدة البروسية وحب الترتيب والتنظيم فهي أمور غريبة عليهم. كذلك فإن الميل للابتعاد عن الغرباء من الأمور غير المألوفة. وفي درسدن كما في كل مناطق ألمانيا الشرقية سابقاً DDR فإن نسبة الأجانب منخفضة جداً إذ أنها بحدود ثلاثة بالمائة فقط. وبين الدارسين تبلغ نسبة الأجانب الضعف إذ يوجد 1600 طالب أجنبي معظمهم مما كان يسمى سابقا «الدول الاشتراكية الشقيقة» ً مثل فيتنام والصين وروسيا.
حي الطلاب والأضواء نويشتات Neustadt الذي هو أحد الأحياء ذات الأبنية القديمة لا يزال آهلاً بالسكان. يتميز الحي بتنوع جنسيات سكانه أكثر من أي حي آخر. منذ عهد ألمانيا الشرقية سابقاً انتقل إلى هنا المعارضون ومحتلو البيوت (غالبية هؤلاء شباب دون سكن) والفنانون والطلاب الفارين من ضغط السلطات. في صيف 1990 أي قبل إعلان الوحدة الألمانية بوقت قصير أعلنت هنا «الجمهورية الملونة» لعدة أيام. ونادى المعلنون بنموذج لمجتمع بديل يختلف عن النظام الألماني الغربي. وحتى الآن تفيض الحياة في نيوشتات بالحيوية. يحدث التعارف بسرعة في الحانات العديدة. وعندما تكون درسدن قد غطت منذ عدة ساعات بالنوم، يظل النقاش والاحتفال والرقص قائما في النوادي.
لا تكاد أية مدينة ألمانية كبيرة أخرى تملك موقعاً جميلاً مثل درسدن. إذا أراد المرء التزلج على الجليد أو التنزه فإنه يصل بسرعة إلى جبال إرتزغيبرغي Erzgebirge أو غابة بوهمرفالد Boehmerwald أو جبل الحجر الرملي إلبساندشتين غيبرغي Elbsandsteingebirge . أما إذا أراد المرء أن ينعم بجو العاصمة تعيّن عليه السفر لمدة ساعتين إما إلى برلين أو براغ.

## المجتمع
تنتشر في دريسدن حركة متطرفة ضد المسلمين تدعى بيغيدا. ولكن معظم الشعب الألماني يقاوم نشاطهم وأعمالهم.

## صور من دريسدن

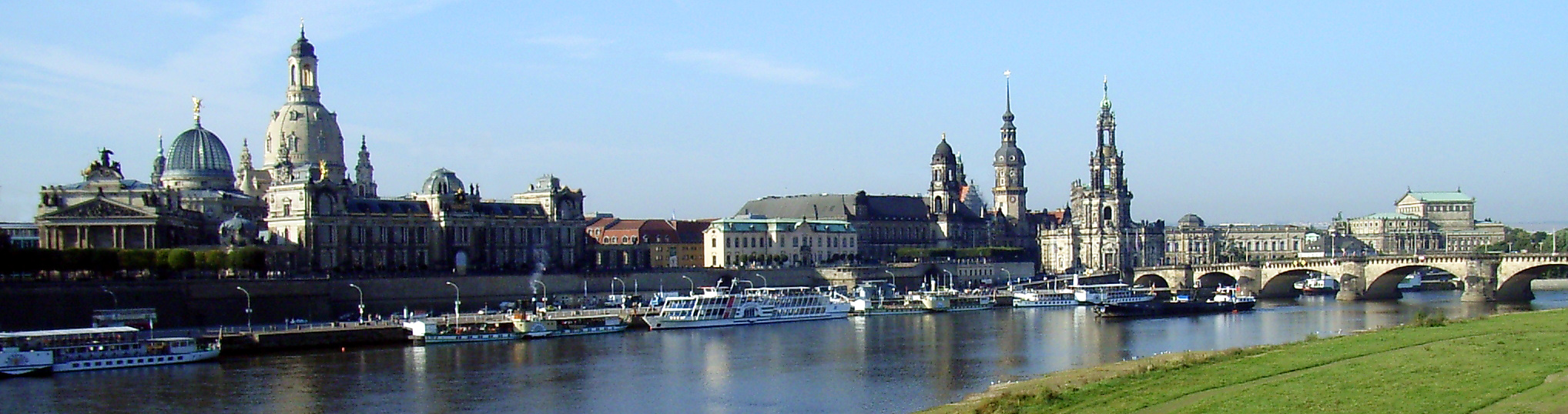
صورة بانورامية لمدينة درسدن

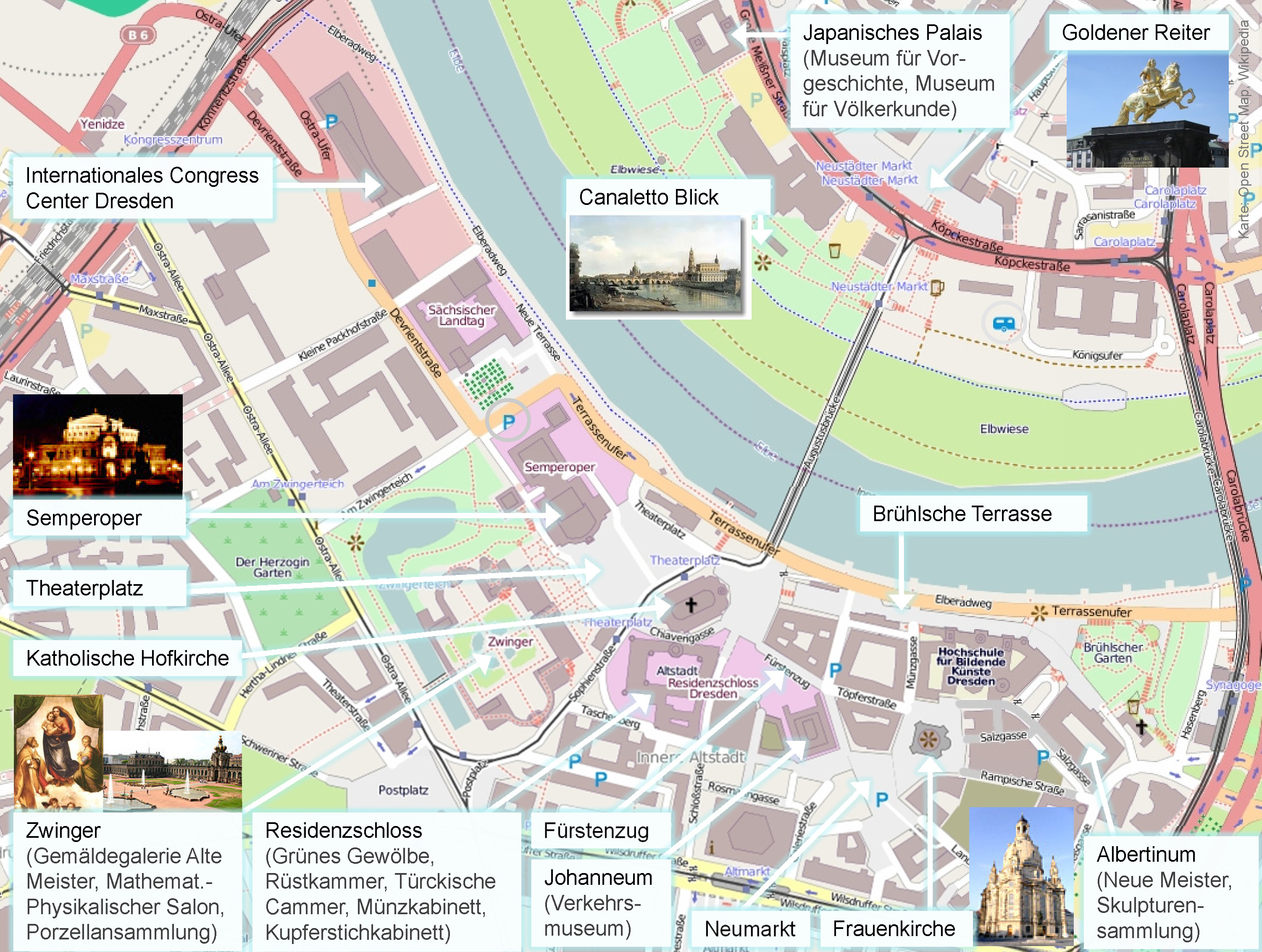
خريطة مدينة دريسدن التاريخية ومعالمها السياحية.

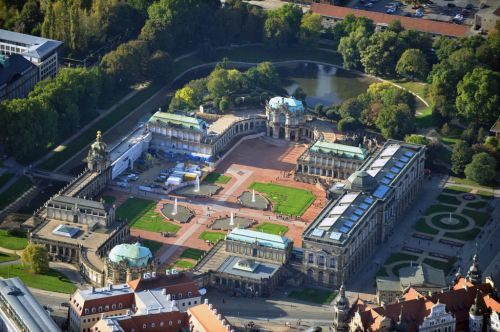
بهو مباني "زوينغر"
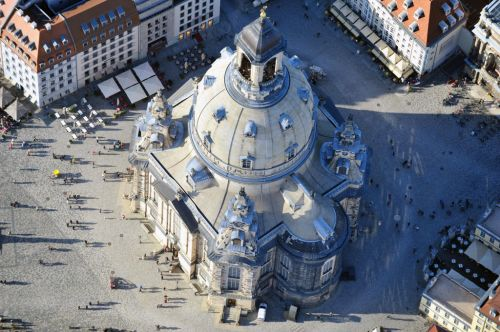
قبة كتدرائية دريسدن

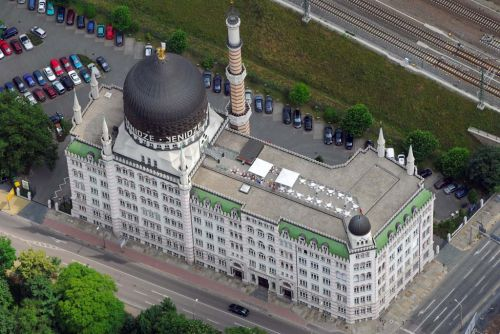
مصنع سجائر في هيئة جامع ذو قبة ومئذنة
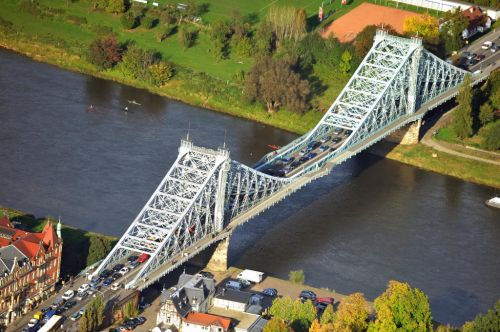
الجسر الأزرق على نهر الإلبه

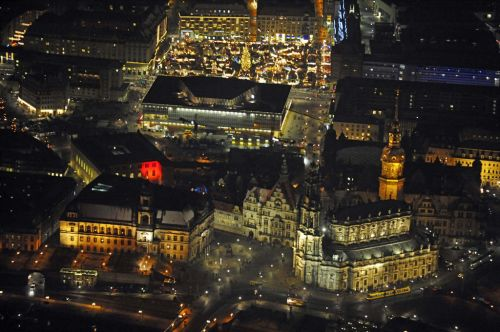
وسط المدينة ليلا
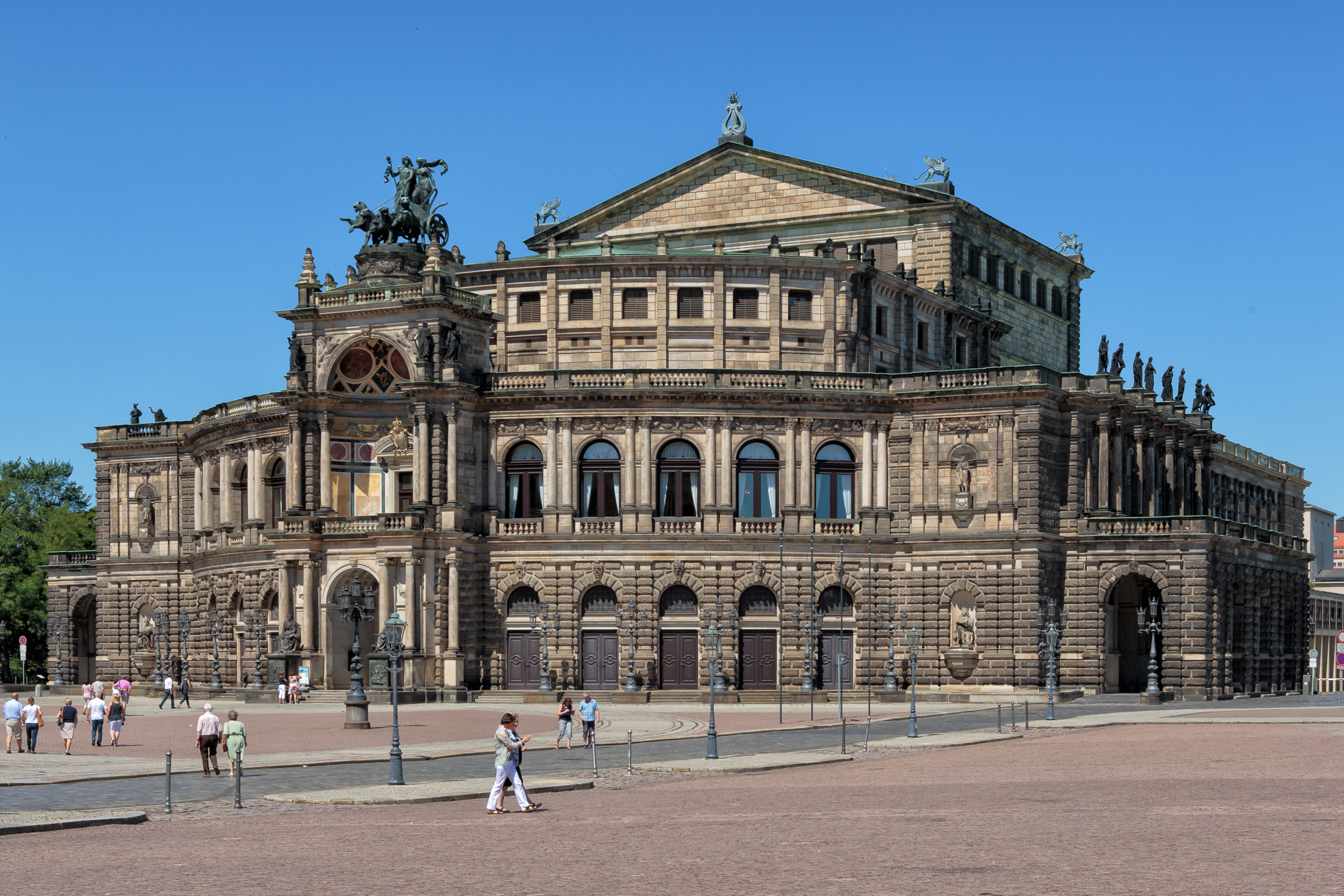
دار الأوبرا "سيمبرأوبر"